# Palędzie Kościelne
Palędzie Kościelne – osada w Polsce, położona w województwie kujawsko-pomorskim, w powiecie mogileńskim, w gminie Mogilno. Według Narodowego Spisu Powszechnego, marcu 2011 roku, liczyła 108 mieszkańców. W pobliżu miejscowości znajduje się Jezioro Palędzkie.

## Podział administracyjny

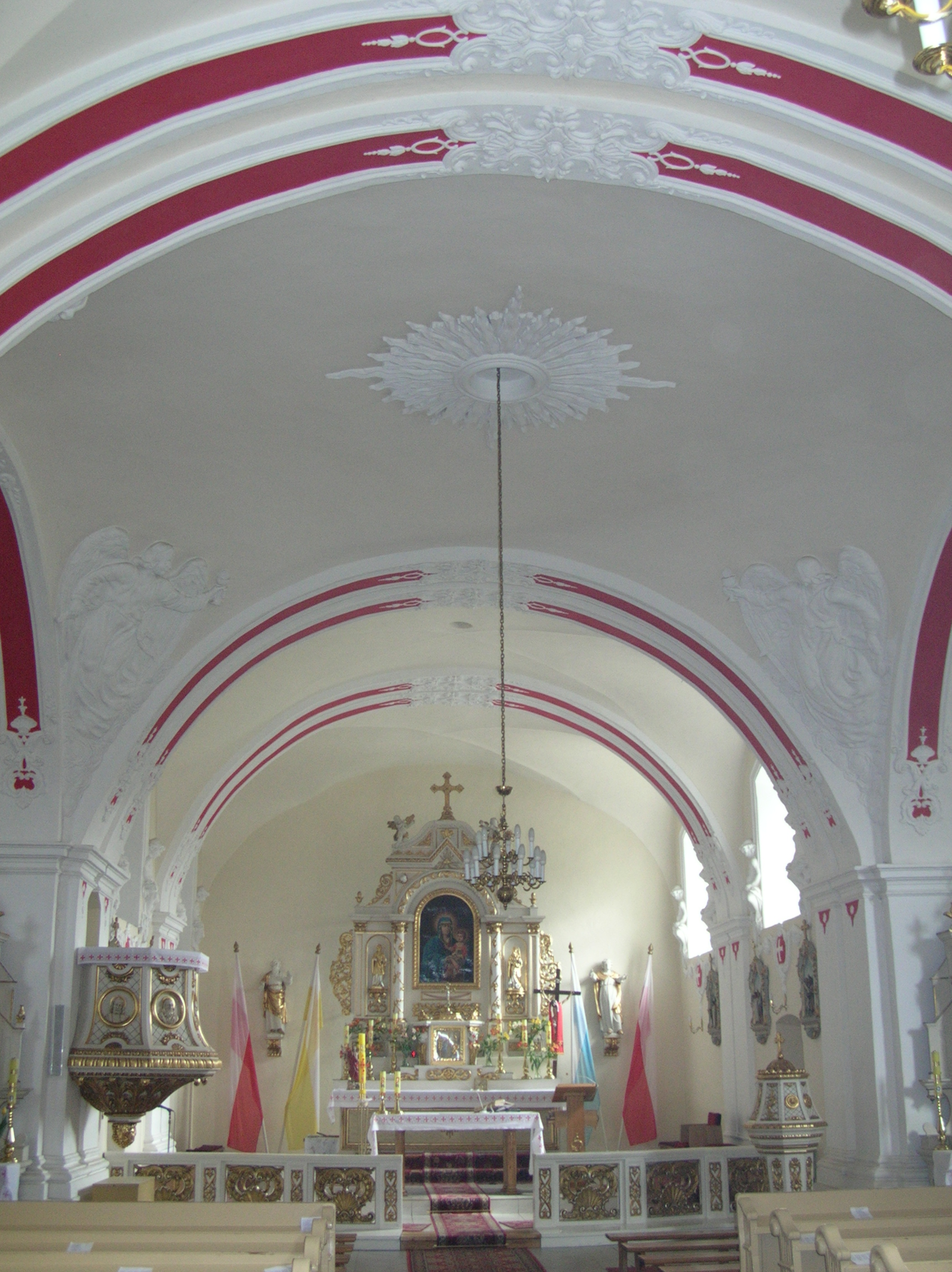
Wnętrze kościoła

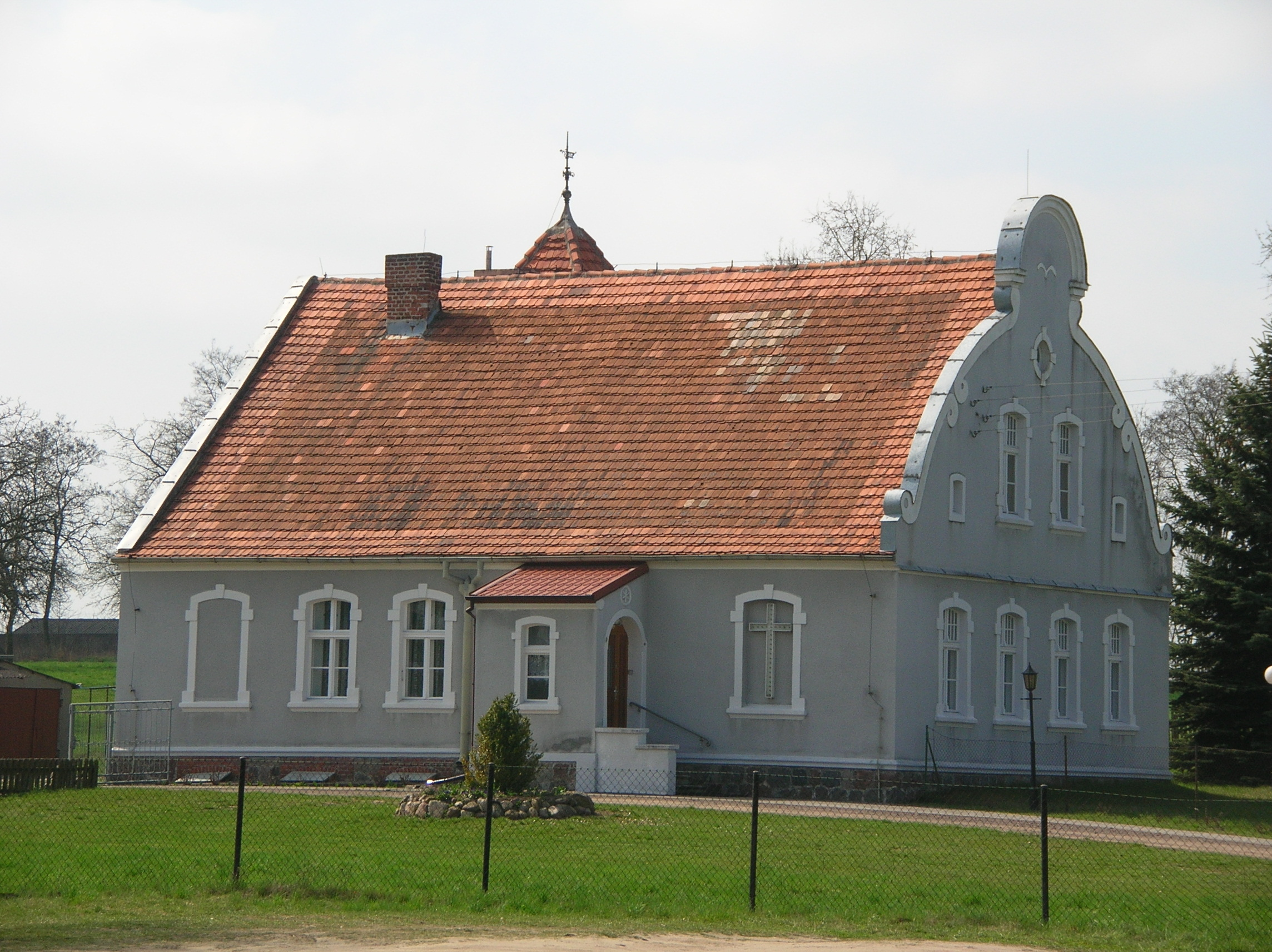
Plebania z 1908 r.

W latach 1975–1998 miejscowość administracyjnie należała do województwa bydgoskiego.

## Historia
Palędzie Kościelne to wieś leżąca na zachód od Mogilna, wzmiankowana w dokumencie Mieszka Starego z 1145 r. i papieża Eugeniusza III z 1147 r. Była własnością klasztoru w Trzemesznie, później stała się siedzibą rodu Palędzkich, a nazwisko Zbyluta z Palędzia odnotowały dokumenty z lat 1366-1373. W 2. połowie XVI wieku wieś należała do Ciosnkowskich. W 1609 r. sędzia ziemski inowrocławski Walenty Kołudzki darował ją jako uposażenie miejscowemu kościołowi.
Poczynając od XIV w., aż do początku XIX w., tutejszą parafią zarządzali kanonicy z klasztoru w Trzemesznie. Stojące tu świątynie były drewniane, ostatnia spaliła się w 1806 r. W latach 1808–1810 zbudowano obecny, murowany kościół pw. św. Marcina o konstrukcji szachulcowej, później obmurowany. Zbudowany został na planie krzyża. Wewnątrz dominuje wyposażenie neobarokowe. Przy kościele stoi drewniana dzwonnica z 1. połowy XIX wieku, za świątynią natomiast znajduje się cmentarz parafialny. W niewielkiej odległości od kościoła stoi plebania z 1908 r.